# Австрийска награда за книга
„Австрийската награда за книга“ (на немски: Österreichischer Buchpreis) е литературна награда на федералното канцлерство на Република Австрия, учредена през 2016 г.
Наградата отличава ежегодно „най-добрата немскоезична белетристична, есеистична, поетична или драматическа творба на австрийски автор или авторка“.
Наградата възлиза на 20 000 €.
Допълнително се раздават четири награди за номинираните по 2500 €, една дебютна награда от 10 000 € за победителя и още две награди за финалисти по 2500 €.

## Носители на наградата (подбор)
- 2016: Фридерике Майрьокер, номинации Петер Хениш, Ана Митгуч
- 2017: Ева Менасе, номинация Роберт Менасе
- 2018: Йозеф Винклер, номинация